# 马路天使
《馬路天使》是於上映1937年的華語黑白有聲電影，由袁牧之執導，周璇、赵慧深及赵丹主演。

## 剧情

电影剧照，右为周璇

背景設定在1935年秋天，小红（周璇飾）和小云（赵慧深飾）是一對從東北逃離到上海的姐妹，由於家破人亡而被迫賣身於他人，小云從事娼妓，而妹妹小红则隨琴師到茶楼卖唱。
小紅與住在對面的鄰居-吹鼓手小陈（赵丹飾）互有好感，而當姊姊倆得知琴師意圖將小紅賣給一有錢人後，她們逃離原本住所向小陳求助，在小陳及其朋友的協助下，一夥人搬遷它處開始新生活，不料最後為琴師跟有錢人找到，雖然小紅成功脫逃，但小雲在爭執中為琴師所傷，不久因為失血過多而逝世。

## 幕後人員
- 摄影：吴印咸
- 置景：马瘦红
- 收音：陆音铿
- 剧务：刘托天
- 场记：钱千里
- 洗印：銵友敏，陈福庭
- 剪辑：钱筱璋
- 作歌：田汉
- 作曲配音：贺绿汀
- 音乐師：林志音、泰鹏章、陳中
- 摄制公司：明星影片公司

## 分析
《马路天使》结合了情节剧与喜剧的因素。
馬路天使中亦通過許多象徵或隱喻方式傳達呈現當時社會的一些情況，比如電影中一幕一油漆工人正在重新粉刷太平里（電影中主角們所住的地方）的「太平」二字，取「粉飾太平」之意表達對當時政府的不滿；小陳在繳交房租時拿一元洋銀，房東表示洋銀已經不好用，時國民政府正發行法幣以取代原本銀元，一定程度衝擊當時社會經濟；另小陳朋友之一賣報老王，在共同住處中貼滿申報做壁紙，亦從申報新聞中透露些許當時的社會事件，包括白銀出口、國難當頭、上海青帮大亨黃金榮經營的上海榮記大戲院等；而小陳朋友之一理髮師所工作之理髮廳，最後也因為老闆繳不出房租而被迫歇業，傳達社會底層的失業問題。
而在電影之中，小陳跟老王曾為協助小紅姐妹而拜訪上海一律師，律師直接表示其工作需要高額費用而打發兩人，最後因小雲受傷而找醫生的老王，在回來後表示因為錢不夠多醫生不願意看診，亦透露上海中上階級態度。
電影開頭和結尾是以上海華茂飯店大樓為背景，開頭是由上而下結尾時是由下而上，傳達該片是以訴說底層社會小人物的故事為重點，並以該大樓富麗堂皇的建築和故事主角們的困頓生活形成強烈對比。

## 评价
因为电影係針對當時上海社會底層人物的困頓生活及黑暗面而为人称道，今天，《马路天使》通常认为是1930年代左翼电影的代表作。本片被选入最佳華語電影一百部，由第24届香港电影金像奖协会，排名11位。

## 電影音樂
電影中由周璇所歌唱的《四季歌》和《天涯歌女》，傳誦良久。